# CSI: Crime Scene Investigation
CSI: Crime Scene Investigation (ofta bara kallat CSI eller CSI: Las Vegas) är en Emmy Award-belönad amerikansk TV-serie från TV-bolaget CBS om en grupp kriminaltekniker i Las Vegas. I Sverige visades serien på Kanal 5. Serien är den första i franchisen och har fått två spinoff-serier: CSI: Miami (från 2002) och CSI: New York som båda har rönt framgångar både i USA och i andra länder. Den 13 mars 2014 förnyades CSI av CBS för säsong 15, vilket senare följdes av ett sista dubbelavsnitt. 2015 kom den senaste spinoffen, CSI: Cyber.

## Seriens grundidé
Serien följer de fall som nattskiftet på Las Vegas-polisens kriminaltekniker har hand om, det vill säga dödsfall där orsaken är oklar eller det finns flera misstänkta gärningsmän. Avdelningen löser nästan enbart fallen med hjälp av fysisk bevisning, även om det förekommer ett stort antal vittnesförhör. Med tanke på bakgrundsmiljön leder undersökningarna ofta till områden som är tabu-belagda såsom sexuellt avvikande beteende.
De flesta avsnitt följer två parallella fall som inte har med varandra att göra, men det förekommer att vissa avsnitt skildrar ett enda fall där hela teamet är engagerat.
Stilmässigt har serien jämförts i positiva ordalag med Quincy och Arkiv X. Serien är känd för sitt ovanliga bruk av kameravinklar, klippning, högteknologiska prylar, detaljerade tekniska samtal, grafiska porträttering av kulors färdväg, bloddroppars beteende, organskador, uppsamling av fysiska bevis på brottsplatser och rekonstruktion av brott. Många avsnitt skildrar långa sekvenser där experiment, tester eller annat tekniskt arbete utförs i detalj, ofta utan någon dialog (något som påminner om TV-serien På farligt uppdrag). Ljussättning, rörelser i rummet, och miljön är inspirerad av avantgarde-film.
De tekniska prylar som visas i serien är till stor del fungerande labbutrustning, även om vissa processer har förkortats för att skapa drama, men serien har även visat utrustning som inte finns än, vilket ibland förflyttar serien från kriminaldrama till science fiction, något som 2004 gav serien en Saturn Award-nominering för bästa science fiction-, fantasy-, eller skräck-TV-serie.
Även om våld spelar en viktig roll i serien, är huvudpersonerna sällan våldsamma och använder mycket sällan dödligt våld.

## Rollista
| Karaktär                   | Skådespelare       | Säsonger      |
| -------------------------- | ------------------ | ------------- |
| Dr. Gilbert (Gil) Grissom  | William Petersen   | 1 - 9         |
| Catherine Willows          | Marg Helgenberger  | 1 - 12        |
| Warrick Brown              | Gary Dourdan       | 1 - 9         |
| Nicholas (Nick) Stokes     | George Eads        | 1 - 15        |
| Sara Sidle                 | Jorja Fox          | 1 - 8, 10 -15 |
| Capt. James (Jim) Brass    | Paul Guilfoyle     | 1 - 14        |
| Greg Sanders               | Eric Szmanda       | 1 - 15        |
| Dr. Albert (Al) Robbins    | Robert David Hall  | 1 - 15        |
| Dr. David Phillips         | David Berman       | 1 - 15        |
| David Hodges               | Wallace Langham    | 3 - 15        |
| Wendy Simms                | Liz Vassey         | 6 - 11        |
| Sofia Curtis               | Louise Lombard     | 5 - 8         |
| Henry Andrews              | Jon Wellner        | 5 - 15        |
| Riley Adams                | Lauren Lee Smith   | 9             |
| Dr. Raymond "Ray" Langston | Laurence Fishburne | 9 - 11        |
| Morgan Brody               | Elisabeth Harnois  | 11 - 15       |
| Diebenkorn "D.B" Russell   | Ted Danson         | 12 - 15       |
| Julie "Finn" Finlay        | Elisabeth Shue     | 12 - 15       |

## Seriens tillkomst
Anthony E. Zuiker hade sett en dokumentär på Discovery Channel om kriminaltekniker och insåg att det inte fanns någon TV-serie om denna viktiga länk i lösningen av brott. Han valde att förlägga serien i Las Vegas av den anledningen som nämns i pilotavsnittet, att stadens kriminallabb är det näst mest anlitade i USA (efter FBI:s labb i Quantico).

## Mottagande
CSI: Crime Scene Investigation blev tillsammans med den amerikanska versionen av Expedition:Robinson, Survivor, de TV-program som gjorde TV-kanalen CBS till vinnare på torsdagkvällarna och den kanal som hade flest tittare överlag. Från början hade CSI och Survivor legat på andra dagar (fredagar respektive onsdagar) men när CBS den 19 december 2000 tillkännagav att man tänkte flytta dem till samma dag, blev utmaningen hård mot NBC:s långvariga ledning med Vänner och Will & Grace.. Sedan TV-säsongen 2000-2001 har CSI varit i ständig topp-3 bland de program med högst tittarsiffror i USA med omkring 30 miljoner tittare per avsnitt.
Säsongsfinalen 2004-2005, som skrevs och regisserades av Quentin Tarantino hade tittarsiffror på över 40 miljoner tittare, den 19 maj 2005.

## Kritik mot serien
- CSI har blivit kritiserad vid flera tillfällen för att ha visat överdrivet mycket våld och sex.[3]
- Serien har också blivit kritiserad för att inte följa polisrutiner, genom att kriminaltekniker löser fallen istället för att koncentrera sig på spåren.[4]
- Amerikansk polis och åklagare har kritiserat serien för att den ger allmänheten en orealistisk bild av hur polisen löser brott, och att fall där det finns få fysiska bevis får svårare eftersom jury-medlemmar förväntar sig "bevis som i CSI".[5] Detta fenomen kallas CSI-effekten.

## Musik
TV-seriens signaturmelodi är "Who Are You", skriven av Pete Townshend från The Who, från albumet med samma namn. Spinoffserierna har också The Who-låtar som signaturmelodier: "Won't Get Fooled Again" (CSI: Miami), "Baba O'Riley" (CSI: NY) samt "I Can See for Miles" (CSI: Cyber). De två förstnämnda kommer från albumet Who's Next, medan den sistnämnda kommer från albumet The Who Sell Out.
Serien använder ofta musik av Radiohead, Marilyn Manson, Rammstein, och många andra.

## Priser och utmärkelser
- 2002 Emmy Award - Outstanding Makeup for a Series (Non Prosthetic)
- 2003 Emmy Award - Outstanding Sound Editing for a Series
- 2003 Telegatto - Best TV Series (Italien)
- 2005 People's Choice Awards - Choice TV Drama
- 2005 People's Choice Awards - Choice TV Actress - Marg Helgenberger
- 2006 People's Choice Awards - Choice TV Drama

## DVD-utgåvor
Serien har givits ut i flera olika regionsvarianter. I Region 2 har serien givits ut både med halva säsonger per box och i hela säsonger.

## Kuriosa
- Rollfiguren Grissom skulle egentligen ha hetat Gil Scheinbaum, men William L. Petersen ändrade namnet till Gil Grissom för att hedra astronauten Gus Grissom. Petersen har även tidigare erfarenheter av att spela kriminaltekniker, sedan rollen i Manhunter.